# Christa Welger
Christa Zander coniugata Welger (Berlino, giugno 1939 – New Jersey, 30 maggio 2019) è stata un'atleta paralimpica, arciera e nuotatrice tedesca naturalizzata statunitense, vincitrice di numerose medaglie ai Giochi paralimpici.

## Biografia
Christa Zander è nata e cresciuta a Berlino durante la seconda guerra mondiale e poi a Berlino Ovest dopo la spartizione della capitale tedesca. In giovane età resta paralizzata a causa della poliomielite e sviluppa le sue doti fisiche nello sport.

### Carriera
Da giovane, Zander entra a far parte della lega sportiva handicappati di Berlino e contemporaneamente lavora in fabbrica. Partecipò agli Stoke Mandeville Games nel 1958 e nel 1959. Nel 1960, rappresenta la Germania Ovest ai I Giochi paralimpici estivi di Roma e vince ben otto medaglie paralimpiche in quattro diversi sport: atletica leggera, nuoto, tiro con l'arco e tennistavolo. Nel 1962, sposa un americano e decide di rappresentare gli Stati Uniti agli Stoke Mandeville Games del 1962 e ai II Giochi paralimpici estivi di Tokyo 1964. Nel 1963, parteciperà anche ai Giochi Nazionali in carrozzina. È stata introdotta nella Adaptive Sports USA Hall of Fame nel 1986.

### Vita privata
Zander ha sposato l'atleta americano paralimpico Saul Welger nel 1962 e si è trasferita con lui a New York. Dal matrimonio sono nati due figli nati nel 1966 e nel 1970. Rimasta vedova del marito nel 2002; è deceduta nel 2019. Dopo la sua morte, è stata creata la fondazione Christa & Saul Welger per supportare le opportunità sportive dei giovani affetti da malattie fisiche.

## Palmarès

### Per la Germania Ovest
| Anno | Manifestazione     | Sede | Evento                                      | Risultato | Prestazione | Note |
| ---- | ------------------ | ---- | ------------------------------------------- | --------- | ----------- | ---- |
| 1960 | Giochi paralimpici | Roma | Atletica leggera - Lancio della clava C     | Oro       |             |      |
| 1960 | Giochi paralimpici | Roma | Atletica leggera - Lancio del giavellotto C | Oro       |             |      |
| 1960 | Giochi paralimpici | Roma | Atletica leggera - Getto del peso C         | Oro       |             |      |
| 1960 | Giochi paralimpici | Roma | Nuoto - 50 m strisciato incompleto 4        | Oro       |             |      |
| 1960 | Giochi paralimpici | Roma | Nuoto - 50 m dorso incompleto 4             | Oro       |             |      |
| 1960 | Giochi paralimpici | Roma | Nuoto - 50 m rana incompleto 4              | Oro       |             |      |
| 1960 | Giochi paralimpici | Roma | Tiro con l'arco - St. Nicholas round open   | Bronzo    |             |      |
| 1960 | Giochi paralimpici | Roma | Tennistavolo - Doppio C                     | Bronzo    |             |      |

### Per gli USA
| Anno | Manifestazione     | Sede  | Evento                                        | Risultato | Prestazione | Note |
| ---- | ------------------ | ----- | --------------------------------------------- | --------- | ----------- | ---- |
| 1964 | Giochi paralimpici | Tokyo | Atletica leggera - In carrozzina T10          | Bronzo    |             |      |
| 1964 | Giochi paralimpici | Tokyo | Atletica leggera - Lancio della clava D       | Oro       |             |      |
| 1964 | Giochi paralimpici | Tokyo | Atletica leggera - Lancio del giavellotto D   | Argento   |             |      |
| 1964 | Giochi paralimpici | Tokyo | Nuoto - 50 m stile libero prono completo 5    | Bronzo    |             |      |
| 1964 | Giochi paralimpici | Tokyo | Nuoto - 50 m stile libero supino cauda equina | Argento   |             |      |
| 1964 | Giochi paralimpici | Tokyo | Nuoto - 50 m rana cauda equina                | Argento   |             |      |